# Michel Mirouze
Pas d'image ? Cliquez ici

a Compétitions nationales et continentales officielles uniquement.

Michel Mirouze, né le 23 janvier 1947 à Toulouse (Haute-Garonne), est un joueur français de rugby à XV, puis à XIII dans les années 1970. Il occupe au cours de sa carrière le poste de centre et de trois quart aile. Formé à l'école de rugby du Stade Toulousain comme son frère Alain, il effectue son 1er match en équipe première à l'âge de 17 ans. Recruté par le SU Agen, il jouera en 1969 une demi-finale perdue contre le Stade Toulousain.
Puis, il pratiqua le rugby à XIII au sein du club du R.C. Saint-Gaudens remportant au cours de sa carrière le Championnat de France en 1974 après avoir remporté la Coupe de France en 1973, avec ses coéquipiers Roger Biffi, Serge Marsolan, Michel Molinier, René Zaccariotto et Victor Serrano.

## Palmarès
- Collectif :
- Vainqueur du Championnat de France Cadets à XV à (capitaine) : 1963 (Stade Toulousain)
- Demi-finaliste Championnat de France à XV : 1969 SUAgen
  - Vainqueur du Championnat de France : 1974 (Saint-Gaudens).
  - Vainqueur de la Coupe de France : 1973 (Saint-Gaudens).